# Ворнічень (Румунія)
Ворнічень, Ворнічені (рум. Vorniceni) — село у повіті Ботошані в Румунії. Входить до складу комуни Ворнічень.
Село розташоване на відстані 395 км на північ від Бухареста, 25 км на північ від Ботошань, 114 км на північний захід від Ясс.

## Населення
За даними перепису населення 2002 року у селі проживали 4087 осіб, усі — румуни. Усі жителі села рідною мовою назвали румунську.